# 救命宣言
《救命宣言》是一齣1990年出品的香港電影。由林德祿導演，馬偉豪、阮世生編劇。本片是李嘉欣的第一部演出的電影作品。本片在香港上映午夜場後因反應未如理想，導演林德祿為不令片商虧本主動提出暫停正場上映，故此本片在香港至今從未正式放映。

## 劇情大綱
故事講述主角黃文俊（鄭浩南飾）從小時候就跟隨中醫師父親（董驃飾）四處急救病人，因而選擇了醫生工作。但是在見習醫生結業考時交出的報告卻暗批醫院缺失，因與主考官朱醫師（任達華飾）不合而得不到醫生資格，被迫再實習半年，因此也在這段時間遇到該公立醫院服務的社工 雪莉（李嘉欣飾），因此招其男友朱醫師醋勁把文俊送到停屍間實習 文俊也遇到師公前腦科主任（倪匡飾）。而雪莉在一次探視文俊時昏倒，被發現其腦中有硬塊。文俊和師公及文俊好友牛奶仔（盧冠廷飾 ）協助之下，及時開刀救回雪莉的生命。

## 劇中人物
| 演員   | 劇中人   | 備註               |
| ------ | -------- | ------------------ |
| 鄭浩南 | 黃文俊   | 實習醫生           |
| 李嘉欣 | 楊雪麗   | 社工               |
| 任達華 | 朱世豪   | 醫生顧問           |
| 盧冠廷 | 牛少傑   | 文俊好友牛奶瓶     |
| 葉子楣 | 咪咪     | 牛奶瓶護士女友     |
| 倪匡   | 林舜雄   | 腦科權威           |
| 董驃   | 黃伯明   | 文俊父親           |
| 高志森 | 陳醫生   | 院內醫生           |
| 馬清儀 | 關護士長 |                    |
| 魯芬   | 芬姐     | 黃伯明診所護士     |
| 西瓜刨 |          | 給黃文俊看診之病患 |
| 謝月美 |          |                    |
| 梁俊傑 | 安仔     |                    |
| 鬼塚   |          | 給黃伯明看診之病患 |
| 梁克遜 | David    | 醫生               |
| 梁聰   |          | 醫生               |
| 麥樹燊 |          |                    |

## 電影歌曲
- 主題曲〈打工宣言〉主唱：周華健

## 外部連結
- 開眼電影網上《救命宣言》的資料（繁體中文）
- 豆瓣电影上《救命宣言》的資料 （简体中文）
- 时光网上《救命宣言》的資料（简体中文）
- AllMovie上《救命宣言》的资料（英文）
- 爛番茄上《救命宣言》的資料（英文）
- 香港影庫上《救命宣言》的資料（繁體中文）
- 互联网电影数据库（IMDb）上《救命宣言》的资料（英文）